# ボーデン湖北線
ボーデン湖北線 (ボーデンこきたせん、ドイツ語: Bodenseegürtelbahn) はバーデン・ヴュルテンベルク州のシュターリンゲンとバイエルン州のリンダウを結ぶ単線鉄道路線である。この路線はほとんどボーデン湖の北岸を沿って続いている。

## 歴史
この路線はボーデン湖北側でバーデン大公国・ヴュルテンベルク王国・バイエルン王国を結びながら生成した。三つの拠点のシュターリンゲン・フリードリヒスハーフェン・リンダウではそれぞれバーデン大公国邦有鉄道・王立ヴュルテンベルク邦有鉄道・王立バイエルン邦有鉄道が担当していた。
シュターリンゲンは1867年7月ラードルフツェル - メンゲン線で既に連結された。その後、1895年8月18日最初区間のシュターリンゲン - ユーバーリンゲン間が開業された。1901年10月2日にユーバーリンゲン - フリードリヒスハーフェン区間が最終的に開業された。フリードリヒスハーフェンは1847年から南部線で既に鉄道で連結されて来た。
1939年12月22日マルクドルフとクルフテルンの間に旅客列車と貨物列車の衝突事故が起きて、死亡者は102人発生した。同じ日にゲンティンで二つのD列車が互いに衝突して (死亡者186人) 、その日はドイツ鉄道の歴史上最悪の日と思われる。
この路線の複線改修には建設費が6100万ユーロ予想されたが、改修は財源の不足のため2004年末放棄された。

## 運行形態
2003年からシュタドラ製レギオシャトル1 (RS1) が路線番号731番の区間に「ゼーヘンゼレ (Seehänsele) 」の路線名で運行されている。ラードルフツェル - フリードリヒスハーフェン区間はヘーガウ・ボーデン湖運輸連合 (Verkehrsverbund Hegau-Bodensee, VHB) の管轄区域である。ジプリンゲン - フリードリヒスハーフェン区間にはボーデン湖・オーバーシュヴァーベン運輸連合 (Bodensee-Oberschwaben Verkehrsverbund, bodo) の料金システムが適用される。
- 快速 (IRE) : バーゼル - ジンゲン - ラードルフツェル - ユーバーリンゲン - フリードリヒスハーフェン市 - ウルム (/リンダウ) 。120分間隔。使用車両はDB612形気動車。
- 普通 (RB) : (ジンゲン -) ラードルフツェル - ユーバーリンゲン - マルクトドルフ (バーデン)  - フリードリヒスハーフェン市 (- リンダウ) 。60分間隔。使用車両はDB650形気動車。